# 블랙 프레지던트
《블랙 프레지던트》(일본어: ブラック・プレジデント)는 칸사이 TV의 제작에 의해 2014년 4월 8일부터 6월 17일까지 후지 TV 계열에서 매주 화요일 22:00 ~ 22:54(JST)에 방송된 텔레비전 드라마이다. 주연은 사와무라 잇키.

## 개요
캐치프레이즈는, 〈사람도 펜도 편리한 것에 한한다〉.

## 캐스트

### 주요 인물
미타무라 유키오 (45) - 사와무라 잇키
〈트레이스 필즈 인터내셔널〉 사장.
아키야마 쿄코 (28) - 쿠로키 메이사
죠토 대학 경영학부 경영학과 강사.

### 트레이스 필즈 인터내셔널
사에지마 마리 (32) - 쿠니나카 료코
사장 비서.
아케치 시로 (38) - 나가이 마사루
전무.
요시오카 미키 (32) - 단 미츠
산업의. 전문은 내과.
토오야마 미사키 - 타카베 아이
역원 비서.
시바타 사나에 - 히로타니 유키코
역원 비서.
야스다 료타 - 와타나베 쿠니토
사원.
코즈카 - 코노 나오키
사원.
코바야카와 - 오카베 타카시
인사 담당 역원.

### 죠토 대학

#### 영화 서클 〈아르고노츠〉
오카지마 유리 (20) - 카도와키 무기
합숙 기획 계 담당 부원.
쿠도 료스케 (21) - 나가세 타스쿠
부장.
마에카와 켄타 (21) - 타카다 쇼
부부장.
마츠무라 나츠미 (20) - 타카츠키 사라
섭외 담당 부원.
오오타 신야 - 스가 유스케
홍보 담당 부원.
요코야마 유카 - 아이나 미라
신입 부원. 문학부 재적.
타케시타 카오리 - 루이카
신입 부원. 교육학부 재적.

#### 그 외 교직원·학생
마스야마 케이스케 (27) - 사와베 유 (하라이치)
쿄코의 조교. 대학원생.

### 미타무라가(家)
미타무라 마사미 (39) - 아오키 사야카
유키오의 여동생.
미타무라 키누요 (70) - 시라카와 유미
유키오의 어머니.

## 스태프
- 각본 - 오자키 마사야
- 음악 - 나카니시 쿄
- 연출 - 미야케 요시시게, 시라키 케이치로 (칸사이 TV) / 코마츠 타카시 (MMJ)
- 주제가 - 코부쿠로 〈양지의 길〉 (워너 뮤직 재팬)
- 법률 감수 - 아디레 법률 사무소
- 기술 협력 - 토츠
- 조명 협력 - 라 루체
- 미술 협력 - 후지 아르
- 영상 협력 - 콘텐츠 리그
- 편성 - 히가시다 하지메 (칸사이 TV), 난죠 유키 (후지 TV)
- 선전 - 오카미츠 히로코 (칸사이 TV)
- 프로듀스 - 안도 카즈히사, 야마시타 유이 (칸사이 TV) / 키소 키미코, 이토 타츠야 (MMJ)
- 협력 프로듀스 - 토죠 유지 (MMJ)
- 프로듀스 보조 - 루토 토이치로 (미디어 풀포), 무쿠오 유키오
- 제작 - 칸사이 TV, MMJ

## 방송 일자
| 각 화                                                      | 방송일         | 부제                       | 프로그램표                                           | 연출            | 시청률 |
| ---------------------------------------------------------- | -------------- | -------------------------- | ---------------------------------------------------- | --------------- | ------ |
| 제1화                                                      | 2014년 4월 8일 | 자신의 가격을 생각해라!    | 독설 블랙 사장 여유 대학생                           | 미야케 요시시게 | 8.3%   |
| 제2화                                                      | 4월 15일       | 서비스 잔업은 예금이다!    | 사죄 요구에 격노 독설 사장 여자 변호사               | 미야케 요시시게 | 8.4%   |
| 제3화                                                      | 4월 22일       | 블랙VS화이트               | 최강의 적! 사원 사랑하는 일본식 복장의 여사장        | 시라키 케이치로 | 8.0%   |
| 제4화                                                      | 4월 29일       | 무리는 패배자의 말이다!    | 제멋대로인 사장이 말을 한다! 무리는 패배자의 말이다! | 코마츠 타카시   | 6.7%   |
| 제5화                                                      | 5월 6일        | 성희롱은 사랑이다!         | 성희롱 근절 독설남 설마의 개심                       | 미야케 요시시게 | 7.2%   |
| 제6화                                                      | 5월 13일       | 블랙한 생일                | 돈보다도 소중한 것… 사장 울다                        | 시라이 케이치로 | 7.9%   |
| 제7화                                                      | 5월 20일       | 사랑하는 블랙 사장!?       | 소악마 여대생 독설 사장을 떨어뜨리다!?               | 코마츠 타카시   | 6.1%   |
| 제8화                                                      | 5월 27일       | 상냥한 말은 코스트 제로!   | 여성에게는 상냥한 말로 업적 업                       | 미야케 요시시게 | 7.7%   |
| 제9화                                                      | 6월 3일        | 블랙 사장VS취활의 카리스마 | 블랙류 취활 내정의 극의를 전수                       | 시라키 케이치로 | 7.2%   |
| 제10화                                                     | 6월 10일       | 블랙 사장, 인생을 깨닫다!? | 결혼하는 너에게… 사장, 인생을 깨닫다!?               | 코마츠 타카시   | 7.4%   |
| 최종화                                                     | 6월 17일       | 자신의 인생을 살아라!      | 성공도 실패도 자신의 인생을 살아라                   | 미야케 요시시게 | 7.8%   |
| 평균 시청률 7.5% (시청률은 칸토 지구·비디오 리서치사 조사) |                |                            |                                                      |                 |        |

- 첫회는 15분 확대 (22:00 ~ 23:09).